# Hypericum balearicum
Espèce
Synonymes
- Ascyrum glandulosum Moench ;
- Psorophytum balearicum (L.) Y. Kimura

Répartition géographique
Hypericum balearicum, le Millepertuis des Baléares, est une espèce de plantes à fleurs de la famille des Hypericaceae endémique des iles Baléares en Espagne.
C'est une espèce vivace de terrains secs, se présentant sous la forme d'un arbrisseau au feuillage aromatique et à fleurs jaunes.

## Description
Selon la description du botaniste Jean-Emmanuel Gilibert (1806), le Millepertuis des Baléares est un arbrisseau originaire de l'île de Majorque, à tiges ligneuses, les feuilles offrant sur leurs bordures des glandes comme des petites verrues, fleurs jaunes à cinq styles, solitaires, terminant les rameaux.
C'est une plante rustique, résistant à des températures basses allant jusqu'à -16 °C, au feuillage persistant, aimant les sols calcaires et bien drainés.

## Taxinomie
Cette espèce particulière du genre Hypericum est décrite pour la première fois par Carl von Linné en 1753. Pour Norman Robson, un naturaliste du Musée d'histoire naturelle de Londres spécialiste des millepertuis, H. balearicum est la seule espèce de la section Psorophytum du genre Hypericum.
Le répertoire des jardins botaniques de Kew reconnait deux synonymes: Ascyrum glandulosum Moench et Psorophytum balearicum (L.) Y. Kimura.

## Habitat et répartition
Le Millepertuis des Baléares préfère les terrains rocailleux comme les falaises intérieures jusqu'à 1200 m, mais peut se rencontrer aussi bien en forêt qu'en zone arbustive. Son habitat naturel est limité aux îles de Majorque, Minorque, Ibiza, Cabrera et Sa Dragonera de l'archipel des Baléares.
Cette espèce a été introduite dans la péninsule ibérique où elle a été observée après 1965.